# Данилова, Анна Александровна
А́нна Алекса́ндровна Дани́лова (девичья фамилия Люби́мова; 24 ноября 1981, Москва) — российская журналистка, филолог, социолингвист, преподаватель, фотограф, главный редактор независимого интернет-портала «Православие и мир». Лауреат премии Правительства Российской Федерации в области средств массовой информации (2016).
Кандидат филологических наук (2006), старший преподаватель филологического факультета МГУ имени М. В. Ломоносова, доцент факультета государственного управления Российской академии народного хозяйства и государственной службы при Президенте РФ.

## Ранняя биография
Родилась в Москве в семье научных работников. Отец — Александр Любимов, доктор биологических наук, профессор (в 1993 году эмигрировал в США, живёт и работает в Лос-Анджелесе), мать — Татьяна Любимова, кандидат филологических наук, доктор философских наук.
По собственному признанию: «в 15 лет я крестилась, но дальше до событий 99-го года в храм практически не заходила».

### Образование и преподавательская деятельность
В 1998 году с отличием окончила школу № 1223 с углубленным изучением английского языка и поступила на романо-германское отделение филологического факультета МГУ им. М. В. Ломоносова. С 1 курса — член Московского лингвистического общества им. Ф. Ф. Фортунатова.
По собственному признанию: «наступил 1999 год, и началась военная кампания США против Сербии. У меня была очень хорошая подруга из Белграда, я тогда начала читать в появившемся интернете западные СМИ об этой кампании, а поскольку я знала о происходящем от очевидцев, то видела, какой колоссальный разрыв существует между событием и его освещением, когда разрушение страны до основания в СМИ называется миротворческой акцией. В тот момент одновременно произошли две важные вещи: я нашла свою тему для дальнейших исследований — манипуляции в СМИ, которой так с 99-го года и занимаюсь, и началось мое воцерковление». Во время обучения за отличную учёбу и активную общественную жизнь награждалась именной стипендией им. В. В. Виноградова, стипендией Президента РФ.
С 2002 года начала преподавать на филологическом факультете МГУ им. М. В. Ломоносова.
В 2003 году с отличием окончила филологический факультет МГУ им. М. В. Ломоносова. За отличные оценки по всем предметам в течение всех 5 лет обучения была награждена Пушкинской медалью. В том же году поступила в аспирантуру кафедры общего и сравнительно-исторического языкознания. Принимала участие в конференциях «Ломоносов» на филологическом факультете МГУ (2002, 2003, 2004, 2005).
В 2003—2006 годы работала преподавателем Сретенской духовной семинарии, где преподавала риторику и практический курс английского языка.
В 2003—2008 годы — старший преподаватель и методист образовательного центра «Франгле».
В 2004 году читала курс «Лексикологии английского языка» на филологическом факультете Православного Свято-Тихоновского богословского института.
В 2006 году на филологическом факультете МГУ под научным руководством доктора филологических наук, профессора С. Н. Кузнецова успешно защитила диссертацию на соискание учёной степени кандидата филологических наук на тему «Способы языкового воздействия на общественное сознание (на сопоставительном материале СМИ конца XX — начала XXI веков)» (специальность 10.02.19 — теория языка).
В том же году принята в преподавательский состав кафедры общего и сравнительно-исторического языкознания филологического факультета МГУ в должности старшего преподавателя (с 1 сентября 2006 года). Вместе с профессором С. Н. Кузнецовым вела специализацию «Языковая политика и языковое законодательство». С 2008 года — пресс-секретарь филологического факультета МГУ. 6 июля 2011 года включена в состав кадрового резерва МГУ на 2011—2012 год.
С 2011 года — доцент Факультета государственного управления Российской академии народного хозяйства и государственной службы при Президенте РФ.
С 2016 до 2023 года — старший преподаватель кафедры английского языкознания филологического факультета МГУ.
С 2023 до 2024 года — преподаватель в Московской высшей школе социальных и экономических наук («Шанинке»).
С 2024 года — преподаватель в Финансовом Университете в Москве.

### Научная работа
По собственному признанию: «Мне интересны два направления: языковое манипулирование — то, каким образом посредством слова творится история, например, Ирак практически стерли с лица земли на основании одной модальной конструкции: „там может быть ядерное оружие“. И во-вторых, мне интересны проблемы, связанные с тем, как разные люди (мужчины — женщины, мужья — жены, дети — родители) выражают свои мысли и почему они не слышат друг друга, даже когда говорят об одном и том же». Автор доклада «Феномен экстралингвистически обусловленной позиционной замены».
В 2009 году вышла её книга «Манипулирование словом», в которой подробно рассматриваются способы воздействия СМИ на сознание аудитории, способы конструирования понимания событий. На обширном материале статей современной прессы анализируется более 20 приёмов манипулирования общественным сознанием, показывается частотность этих процессов и взаимодействие вербальных и визуальных приёмов. В 2011 году вышло второе издание книги.
19 марта 2017 года написала на своей странице ВКонтакте: «мне нашли тему для дальнейшей научной работы! После 11 лет творческого кризиса! В 2006 году я защитила диссертацию и с тех пор никак не могла понять, в какую же сторону идти и что делать. И вот — мне нашли ТЕМУ. Прекрасную, совершенно мою и безумно интересную. Это огромное, огромное счастье».

### Журналистская и церковно-общественная деятельность
С января 2004 года — главный редактор и автор интернет-портала «Православие и мир». Изначально была скептически настроена по отношению к созданию подобного сайта с миссионерской направленностью, считая, что для него не найдётся достаточно материалов: «19 января Толик зарегистрировал домен. Мы еще не знали — никто — что это для всех нас и многих-многих станет делом жизни». «Вначале „Православие и мир“ был по сути приходской сайт. Но тот подход, который был выбран отцом Александром и Анатолием — доброго разговора, в том числе о сложных проблемах, который как-то в обычном православном дискурсе отсутствует, — оказался очень востребованным. У нас стала расширяться аудитория, люди начали рассказывать, как помогли им материалы».
Занявшись православной журналистикой, следила за развитием православного рунета. Сотрудничала с создателями других православных сайтов, участвуя в созданном в 2005 году интернет-форуме православных веб-разработчиков: «Благодаря форуму мы все должны почувствовать себя одной командой, одной семьей, не конкурирующей за право быть на одного посетителя более посещаемым сайтом, а помнящей, что все мы делаем одно дела — благовествуем миру о Христе, а значит, чем более мы едины, тем больше от каждого из нас толку». Вошла в состав жюри первого конкурса православных сайтов рунета «Мрежа-2006».
Ратовала за выход православных сайтов из своеобразного «гетто», когда авторы этих сайтов писали в основном об узком круге внутрицерковных тем, не пытаясь заинтересовать светского читателя. В январе 2007 года отмечала отсутствие православных сайтов, которые бы могли сравниться по посещаемости и охвату аудитории со светскими проектами. «Особенно бросается в глаза фактически полное отсутствие хороших светских проектов, которые бы создавались православными». Приветствовала участие целого ряда православных сайтов в Премии Рунета-2006, что являлось первым опытом участия православных сайтов в подобных мероприятиях, а также начало сотрудничества православных автором и сайтов со светскими СМИ. В том числе сама написала ряд справок о православных праздниках интернет-портала РИА-Новости.
Начиная с 2010 года на помимо православной жизни начинает освещаться и социальные проблемы: «В 2010 году у нас произошёл кардинальный слом нашей работы — это была катастрофа на Саяно-Шушенской ГЭС. Мы на „Правмире“ тогда её не освещали. В тот день на сайте обсуждали, можно ли морепродукты в пост или нельзя, ещё большая дискуссия была, можно ли православной христианке красить ногти. Тогда одна моя знакомая написала мне строки, полные возмущения, я ей за это очень благодарна, она сказала: „Я не понимаю, катастрофа в стране, Саяно-Шушенская ГЭС. Там люди страдают. А у вас опять про морепродукты в пост? Православным вообще по барабану, что происходит с людьми?“ Тогда я очень задумалась над этим. <…> Нам столько писем благодарности пришло за этот материал! Люди писали: „Спасибо, что вы нас услышали, спасибо, что вы про нас рассказали“. Потом было ещё очень много таких событий <…> Конечно, для меня это, безусловно, про самое главное, что только у нас в жизни есть».
В 2013 году Анна Данилова отмечала «нас волнует все то, что волнует любого человека, особенно — с точки зрения нравственного выбора. Когда есть вопрос — как поступить? Где здесь христианство? Что я должен в этой ситуации делать? Это может быть что угодно — школьная реформа, усыновление, новый законопроект. И про митинги мы писали, и с Тахрира у нас были репортажи. А среди наших авторов есть и католики, и мусульмане, и атеисты. В этом смысле у нас только два простых критерия: чтобы человек был компетентен в том, о чём говорит, и не враждебно относился к православию». Со временем из правмира выросли дочерние проекты: сайт для женщин «Матроны.ру», сайт «Неинвалид.ру» и миссионерский ресурс на английском языке Pravmir.com.

### Фотография
Будучи главным редактором и автором портала «Православие и мир», делала для него фоторепортажи. С 2013 года профессионально специализируется на детской и семейной фотосъёмке, в том числе на коммерческой основе. Как указано на её официальном сайте: «Работать фотографом для меня — это настоящее счастье, счастье разделить и сохранить самые светлые моменты жизни! <…> Наша память во многом материальна. Да, чувства записаны у нас в сердце, но как сильно мы жалеем, если забывали фотографировать самые лучшие и тёплые моменты. И как важно потом — с детьми и родными — возвращаться к прекрасным семейным альбомам, смотреть в глаза и видеть, как много любви и тепла вложено друг в друга!»
Окончила несколько специализированных курсов фотографии: курс «Свет и композиция в фотографии» Андрея Рогозина (2014), курс «Продвинутый портрет» Андрея Рогозина и Юрия Шалимова (2015—2016), мастерская творческой семейной фотографии «Марусина мастерская» Наталии Токаревой (2015, 2016), свадебный курс Дарьи Булавиной (октябрь 2016), а также проходила «индивидуальное обучение фотографии у ведущих семейных фотографов России».

## Семья
Замужем с 24 марта 2007 года (15 апреля 2007 года состоялось венчание) за Анатолием Даниловым, создателем и руководителем портала «Православие и Мир». 4 марта 2013 года у Анатолия и Анны родилась дочка Наталия. Утром 12 сентября 2013 года Анатолий умер.
30 сентября 2016 года вышла замуж второй раз. Муж — Андрей Ремизов. 
Воспитывает пятерых детей: Захар (2009), Наталия (2013), Андрей (2017), Алексей и Антон (2019).

## Награды и премии
1 февраля 2006 года признана «лучшим журналистом» 2005 года по версии Клуба православных журналистов.
30 октября 2006 года заняла второе место в номинации «Радость нашей веры» на творческом конкурсе II Фестиваля православных СМИ «Вера и слово».
2010 — стипендия МГУ им. М. В. Ломоносова для молодых преподавателей и учёных, добившихся значительных результатов в преподавательской и научной деятельности.
3 декабря 2016 года — Премия Правительства Российской Федерации 2016 года в области средств массовой информации — за большой вклад в духовно-нравственное воспитание и реализацию социально значимых проектов.

## Публикации
Книги и монографии
- Манипулирование словом в средствах массовой информации. — М.: «Добросвет», «Издательство „КДУ“», 2009. — 234 с. — 1000 экз. — ISBN 9785982276131.
  - Манипулирование словом в средствах массовой информации. — [2-е изд.]. — Москва: Добросвет, 2011. — 228 с. — ISBN 978-5-98227-768-8
- Монахиня Адриана: история жизни ветерана Великой Отечественной войны монахини Адрианы (Малышевой). — Москва: Никея, 2012. — 95 с. — ISBN 978-5-91761-152-5
  - Монахиня из разведки: история жизни ветерана Великой Отечественной войны монахини Адрианы (Малышевой). — Москва: Никея, 2013. — 95 с. — ISBN 978-5-91761-152-5.
  - Монахиня из разведки: история жизни ветерана Великой Отечественной войны монахини Адрианы (Малышевой). — 2-е изд. — Москва: Никея, 2014. — 109 с.
- От смерти к жизни: как преодолеть страх смерти. — Даръ, 2015. — 384 с. — ISBN 978-5-485-00505-4. (автор-составитель)

Научные и научно-популярные
- Вечно-женственное или вечно-бабье? (Н. Бердяев и В. Розанов) // Философия с женским лицом: Филологи на рандеву с философией — М.: МАКС Пресс, 2002. — С. 43-49
- Интерпретация текста и языковое манипулирование в текстах современных западных средств массовой информации. // Вопросы интерпретации текста. Лингвистика и история литературы. — М.: МАКС Пресс, 2004. — С. 66-78
- Интерпретация языкового манипулирования в контексте проблем адекватного перевода // Теория и практика перевода. — М.: Тезаурус, 2005. — С. 22-28
- Планирование семьи из-за океана // Знание — власть! № 34 (201). — М.: Фонд «Знание — народу», 2004. — C. 7.
- Прагматическое использование образного языка как способ воздействия на общественное сознание в средствах массовой информации // Сборник тезисов Международной научной конференции студентов, аспирантов и молодых ученых «Ломоносов — 2004». — М.: МГУ им. М. В. Ломоносова, 2004. — С. 240—241
- Языковое воздействие средств массовой информации на систему ценностей российского общества. // Сборник тезисов Международной научной конференции студентов, аспирантов и молодых ученых «Ломоносов — 2005». — М.: МГУ им. М. В. Ломоносова, 2005. — Т. IV — С. 318—320.
- Языковое манипулирование в СМИ как способ разрушения традиционной системы ценностей и языковой картины мира // Современные вопросы общественно-речевой практики. — М.: Макс-Пресс, 2005 г. — С. 25-46.
- От журнала до панели? // Церковный вестник, 13-14 июль 2006. — С. 20.
- Лексические способы языкового манипулирования сознанием в западных средствах массовой информации // Актуальные вопросы внешней и внутренней лингвистики: Сборник статей преподавателей и аспирантов. / Отв. ред. — профессор А. А. Волков, ред.-сост. А. А. Любимова. — М., 2006. — С. 43—73.
  - Лексические способы языкового манипулирования сознанием в западных средствах массовой информации // «Теория и практика перевода». — М., 2009.
- Традиционная система ценностей носителя русского языка как объект деструктивного воздействия средств массовой информации // Русский язык: исторические судьбы и современность: III Международный конгресс исследователей русского языка (Москва, МГУ им. М. В. Ломоносова, филологический факультет, 20-23 марта 2007 года): Труды и материалы / Составители М. Л. Ремнёва, А. А. Поликарпов. — М.: МАКС Пресс, 2007. — С. 523.
- Патриарх и Русская церковь глазами французской прессы // Церковный вестник. 2007. — № 19 (368) октябрь (c С. В. Чапниным)
- Круглые столы по проблемам языковой политики и законодательства на филологическом факультете // Газета Московского Университета. Декабрь 2007. (с Н. В. Николенковой)
- Лошади, ослы и индоевропейцы. Обзор шестой международной, конференция по сравнительно-историческому языкознанию // НГ-Наука, 2008, 12 марта.
- Медвед приказал долго жить. Вместе с преведом. Обзор конференции по медиалингвистике «Язык СМИ как объект междисциплинарного исследования» // НГ-Наука, 20 марта 2008
- Язык СМИ: способы скрытого воздействия на сознание // Язык средств массовой информации как объект междисциплинарного исследования. Материалы П международной научной конференции 14-16 февраля 2008 г. — М., 2008. — С. 273—275
- Рцы слово твердо. Интервью с профессором А. А. Волковым // Встреча. 2008. — № 1. — С. 27-29.
- Лингвистическая экспертиза: теория и практика // Газета Московского Университета. 2008. — № 35 (4266) ноябрь
- Лингвистическая ассоциация преподавателей английского языка при МГУ (LATEUM) // Газета Московского Университета. 2009. — № 6 (4277) февраль
- Английский мутирующий // Национальная информационная служба Страна. Ru, 2000—2008. 6 октября 2008.
- Античку продвигают в жж // Национальная информационная служба Страна.Ru, 2000—2008. 23 декабря 2008.
- Наркомания в СМИ: аналитика или реклама? // «Российская Федерация сегодня»: общественно-политический журнал Федерального собрания Парламента РФ. 2009. — № 16. — С. 39.
- Лингвистические модели создания образа Русской православной церкви в западных средствах массовой информации // Отражение событий современной истории в общественном сознании и отечественной литературе (1985—2000) : материалы Научно-практической конференции, 27-28 октября 2009 года. — Москва : Изд-во Московского ун-та, 2009. — 551 с. — (История современной России / редкол. : С. Е. Нарышкин (пред.) [и др.]). — ISBN 978-5-211-05729-6
- Денотативно свободные лексические единицы в текстах средств массовой информации // Сборник тезисов конференции «Русский язык: исторические судьбы и современность». — М. МГУ, 2010. — С. 567.
- Лингвистический аспект конструирования восприятия исторических событий в средствах массовой информации США конца 20 — начала 21 вв. // Отображение и интерпретация истории в культуре США. Материалы XXXIV международной конференции Российского общества по изучению культуры США. — М.: Фак-т журналистики МГУ, 2011.
- Терроризм: Лингвопрагматический анализ понятия // Национальная безопасность/Nota bene. 2011. — № 5. — C. 106—115
- «Идеология победителей»: какие взгляды выражали в своих программах партии, вошедшие в Государственную думу РФ VI созыва // Современные исследования социальных проблем. 2013. — № 9 (29).
- Лингвистическая безопасность личности, общества и государства в модусе лингвоконфликтологии // Национальная безопасность/Nota bene. 2014. — № 2. — C. 328—337
- Почему не справедливо российское общество? Содержательное наполнение понятия «Справедливость» и его значение для социальной системы // Russian Journal of Education and Psychology. — 2014. — № 12 (44). — С. 167—175.
- Лингвистическая безопасность личности, общества и государства в модусе лингвоконфликтологии // Национальная безопасность/Nota bene. 2014. — № 2. — C. 328—337
- Эвфемизация и мифологизация понятия «идентичность» в современных информационных технологиях // Информационные войны. 2019. — № 3. — C. 31-35 (в соавторстве с Т. М. Любимовой)
- «Спираль молчания» в социодинамике современного информационного пространства // Информационные войны. 2020. — № 3. — C. 33-37. (в соавторстве с Т. М. Любимовой)
- Медийные стратегии постмодерна («у высоких берегов гламура часовые Родины стоят») // Информационные войны. — 2021. — № 2(58). — С. 46-50. (в соавторстве с Т. М. Любимовой)
- Феноменология речедеятельности на родном и иностранном языках в системе лингвистической самоидентификации личности, этноса и государства // Информационные войны. — 2022. — № 2 (62). — С. 77-82. (в соавторстве с Т. М. Любимовой)
- Лимиты естественного и искусственного интеллекта в процессе принятия решений и речевой деятельности // Искусственный интеллект. Теория и практика. — 2023. — № 4 (4). — С. 2-7.
- Языковая вежливость в современной России: от парадигмы культуры до эпистемы антикультуры // Информационные войны. — 2023. — № 4 (68). — С. 58-63.

Правмир
- Все публикации Даниловой А. А. на сайте «Правмир»
- Редакция «Правмира»

Интервью
- «С кого спрос?» Анна Данилова в программе «Русской службы новостей», 19 октября 2010
- Православный интернет и его обитатели: Анна Данилова // «Нескучный сад», 03.02.2012
- Анна Данилова: «Одни говорят, что „Правмир“ финансируется Госдепом, другие — что это кремлёвское издание» // pravmir.ru, 13 июня 2013
- Беседа с журналистом Андреем Максимовым о потере, новой семье и открывшейся двери // pravmir.ru, 15 июля, 2019